# Bahnstrecke Biessenhofen–Marktoberdorf
| Beim Haltepunkt Ebenhofen mit Blick auf die Alpen |                      |                            |                            |
| Streckennummer (DB): | 5440                 |                            |                            |
| Kursbuchstrecke (DB): | 974                  |                            |                            |
| Kursbuchstrecke: | 404r, 404s (1946)    |                            |                            |
| Streckenlänge: | 7,028 km             |                            |                            |
| Spurweite: | 1435 mm (Normalspur) |                            |                            |
| Streckenklasse: | C4                   |                            |                            |
| Minimaler Radius: | 510 m                |                            |                            |
| Streckengeschwindigkeit: | 80 km/h              |                            |                            |
| Zugbeeinflussung: | PZB                  |                            |                            |
| |                      |                            |                            |
| \| \| \| von Buchloe \| \| \| \| −0,511 \| Biessenhofen Abzweig (Bft) \| Biessenhofen Abzweig (Bft) \| \| \| \| nach Lindau-Insel \| \| \| \| 0,000 \| Biessenhofen \| 700 m \| \| \| 2,525 \| Ebenhofen (ehem. Bf) \| Ebenhofen (ehem. Bf) \| \| \| 4,012 \| Wertach (53 m) \| Wertach (53 m) \| \| \| 6,514 \| Marktoberdorf \| 729 m \| \| \| \| nach Lechbruck \| \| \| \| \| nach Füssen \| \| \| \| \| \| \| \| Quellen: [1][2][3] \| \| \| \| |                      |                            |                            |
| Strecke |                      | von Buchloe                | von Buchloe                |
| Blockstelle | −0,511               | Biessenhofen Abzweig (Bft) | Biessenhofen Abzweig (Bft) |
| Abzweig geradeaus und nach rechts |                      | nach Lindau-Insel          | nach Lindau-Insel          |
| Bahnhof | 0,000                | Biessenhofen               | 700 m                      |
| Haltepunkt / Haltestelle | 2,525                | Ebenhofen (ehem. Bf)       | Ebenhofen (ehem. Bf)       |
| Brücke über Wasserlauf | 4,012                | Wertach (53 m)             | Wertach (53 m)             |
| Bahnhof | 6,514                | Marktoberdorf              | 729 m                      |
| Abzweig geradeaus und ehemals nach links |                      | nach Lechbruck             | nach Lechbruck             |
| Strecke |                      | nach Füssen                | nach Füssen                |
| |                      |                            |                            |
| Quellen: |                      |                            |                            |

Die Bahnstrecke Biessenhofen–Marktoberdorf ist eine eingleisige, nicht elektrifizierte Nebenbahn im bayerischen Alpenvorland. Die 7,028 Kilometer lange Verbindung zweigt in Biessenhofen von der Bahnstrecke Buchloe–Lindau ab und führt nach Marktoberdorf, wo sie in die Bahnstrecke Marktoberdorf–Füssen übergeht.

## Geschichte
Die Strecke wurde am 1. Juni 1876 von den Königlich Bayerischen Staats-Eisenbahnen als eine von 13 nach dem bayerischen Vizinalbahngesetz von 1869 erbauten Vizinalbahnen eröffnet. Seit 1898 schließt in Marktoberdorf die von der privaten Lokalbahn Aktien-Gesellschaft (LAG) erbaute Lokalbahn Marktoberdorf–Füssen an. Im Zuge der Übernahme der Länderbahnen kam die Strecke zusammen mit den Bayerischen Staatseisenbahnen 1920 zur Deutschen Reichsbahn. 1938 wurde die LAG und damit auch die Strecke zwischen Marktoberdorf und Füssen verstaatlicht. Bereits seit Inbetriebnahme der LAG-Strecke wurden die meisten Personenzüge von Füssen bis Biessenhofen oder Kaufbeuren durchgebunden. Zeitweise bestand in Form von Fern-Express-Kurswagen von und nach Füssen auch Schienenpersonenfernverkehr auf der Strecke.
Die Infrastruktur der Strecke gehört seit 1998 zu DB Netz, seit 2023 DB InfraGO, dem Eisenbahninfrastrukturunternehmen der Deutschen Bahn AG. Auf der Strecke verkehrt die Regionalbahn-Linie RB 77 Augsburg–Füssen im Stundentakt. Daneben besteht die Linie RB 68 München–Füssen mit täglich drei Zugpaaren. Die Bayerische Regiobahn (BRB) betreibt diese Linien seit dem Fahrplanwechsel am 9. Dezember 2018 mit Dieseltriebwagen des Typs Alstom Coradia LINT.
Am 30. Oktober 2021 nahm die DB Netz die 53 m lange, 9,40 hohe und 8,80 m breite und 290 t schwere Stabbogenbrücke über die Wertach in Betrieb. Der Neubau für 5,5 Millionen Euro ersetzt eine 39 m lange Fachwerkbrücke aus dem Jahr 1910.